# Рыбасов, Иван Осипович
Иван Осипович Рыбасов (1846—1877) — российский дирижёр и музыкальный педагог; капельмейстер Александринского театра.

## Биография
Иван Рыбасов родился в 1846 году; музыкальное образование получил в Придворной певческой капелле (ныне Государственная академическая капелла Санкт-Петербурга), в которой потом сам стал учителем.
В 1860-х годах, после смерти Н. М. Погожева, его назначили капельмейстером Александринского театра, и он с этих пор до самой своей смерти не покидал этой должности. Основательное музыкальное образование, даровитая артистическая натура, большие дирижёрские способности вполне соответствовали занимаемому Рыбасовым месту. С другой стороны, его личные качества — сердечность, душевная доброта, чувство товарищества — создали ему уважение и любовь среди всех знавших его. Согласно «РБСП», Рыбасов — «Искренний художник, он думал только о своем искусстве, никогда не заботясь о материальных выгодах».
Состоя дирижером Александринского театра, Рыбасов писал для него вставные куплеты, романсы, в том числе "Тебе одной" на слова О. Кареева  и т.п.
Иван Осипович Рыбасов скончался 13 марта 1877 года и был погребён на Смоленском кладбище.